# Гипотеза тёмного леса

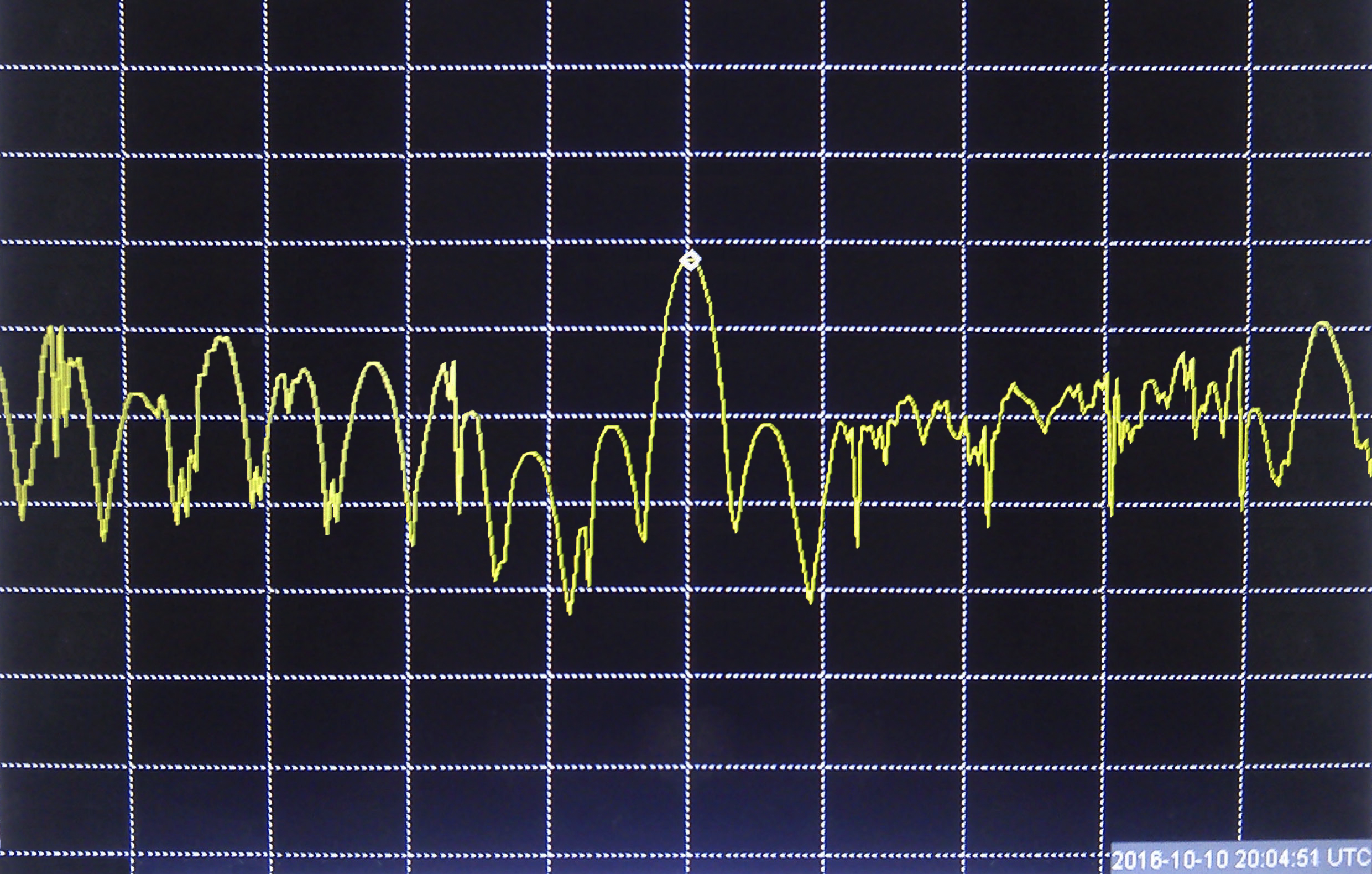
Изображение с консоли комплекса Cebreros Европейского космического агентства, показывающее вывод «Простого ответа», межзвездного сообщения, переданного 10 октября 2016 года

Гипотеза «тёмного леса» — предположение, что существуют внеземные цивилизации, но они «молчат» подобно зверям и охотнику в тёмном лесу, боясь быть обнаруженными, поскольку предполагают, что другие цивилизации могут быть враждебны к ним: обнаружение, согласно этой гипотезе, означает смерть.
Гипотеза является одной из попыток объяснения «великого молчания» Вселенной, или парадокса Ферми — предполагаемого противоречия между современными научными представлениями, согласно которым внеземные цивилизации должны существовать, и фактом того, что человечество не получило никаких надёжных доказательств их существования. Гипотеза «тёмного леса» получила своё название из сюжета романа 2008 года китайского фантаста Лю Цысиня «Тёмный лес», хотя возникла ещё до выхода книги.

## Концепт
Гипотеза основана на нескольких ключевых допущениях. Экспоненциальный рост технологий: любая цивилизация, если она существует достаточно долго, способна развить технологии, которые сделают её серьёзной угрозой для других. Неизвестные намерения: невозможно предсказать, как поведёт себя другая цивилизация, особенно в долгосрочной перспективе. Отсутствие гарантий мирного сосуществования: в отличие от человеческого общества, где существуют законы и структуры, обеспечивающие порядок, во Вселенной, как предполагается, нет глобального регулирующего органа, гарантирующего мирное сосуществование. Асимметричность угрозы: односторонняя атака может быть фатальной, а предсказать угрозу заранее невозможно.
Гипотеза «тёмного леса» предполагает, что любая высокоразвитая цивилизация будет рассматривать любую разумную жизнь за пределами своей цивилизации как потенциальную угрозу и стремиться её уничтожить, когда она даст о себе знать. В результате электромагнитный спектр космоса будет «тихим», без признаков какой-либо разумной жизни. Согласно гипотезе «тёмного леса», поскольку намерения любой недавно вступившей в контакт цивилизации никогда не могут быть известны с полной уверенностью, то лучше сначала «выстрелить», а потом «задавать вопросы», что поможет избежать потенциальной гибели собственного вида.
Гипотеза «тёмного леса» представляет собой частный случай «последовательной и неполной информационной игры» в теории игр — игра, в которой все игроки действуют последовательно, один за другим, и никто не владеет всей доступной информацией. В случае данной конкретной игры единственным условием победы является продолжение существования. Дополнительным ограничением в случае «тёмного леса» является дефицит жизненно важных ресурсов. «Тёмный лес» можно считать развёрнутой формой игры, в которой каждый «игрок» может совершить следующие возможные действия: уничтожить другую цивилизацию, известную «игроку»; оповещать другие цивилизации о своём существовании; ничего не предпринимать.
Близкая к гипотезе «тёмного леса» гипотеза «смертоносных зондов» была предложена астрономом и писателем-фантастом Дэвидом Брином в его работе с разбором аргументов за и против парадокса Ферми в 1983 году. Гипотеза смертоносных зондов, также известная как гипотеза «берсеркеров», предлагает существование самовоспроизводящихся машин, которые нацелены на уничтожение органической жизни:112. Название происходит из рассказов писателя Фреда Саберхагена, написанных в 1960-х годах. Гипотеза «тёмного леса» отличается от гипотезы «берсерков» тем, что согласно первой, большое число внеземных цивилизаций могут существовать, если будут хранить молчание. Первую можно рассматривать как особый случай второй, если смертоносные зонды отправляются только в те звёздные системы, которые подают признаки разумной жизни, проявляющей себя, например, из-за нехватки ресурсов.

## Критика
Некоторые авторы критикуют гипотезу за пессимистичность и отсутствие прямых доказательств. Возражения вызывают несколько аспектов. Нехватка данных: человечество всё ещё находится на раннем этапе изучения космоса, а его технологии могут быть недостаточно развиты для обнаружения сигналов. Антропоцентризм: предположение, что представители внеземных цивилизаций мыслят так же, как люди, может быть ошибочным. Сомнение в идее универсального страха: возможно, некоторые цивилизации не боятся контакта и существуют открыто, но люди ещё не обнаружили их.

## В научной фантастике
Помимо работ Фреда Саберхагена из цикла «Берсерк»:112, вариации этой идеи использовались и в других научно-фантастических произведениях.
В 1987 году писатель-фантаст Грег Бир в своём романе «Кузница Бога» исследовал концепцию, названную им «беспощадные джунгли». В сюжете произведения человечество сравнивается с младенцем, плачущим во враждебном лесу: «Однажды в лесу заблудился младенец, который кричал во весь голос, удивляясь, почему никто ему не отвечает, и привлекая к себе волков». Один из персонажей говорит: «Мы сидим на нашем дереве и щебечем, как глупые птицы, уже больше века, удивляясь, почему другие птицы не отвечают. Галактические небеса полны ястребов, вот почему. Планетизмы (Planetisms), которые недостаточно знают, чтобы молчать, съедаются».
«Рассвет ночи» (Джон Рингроуз) описывает цивилизации, избегающие контактов с другими цивилизациями, чтобы избежать войны с ними. «Основание» Айзека Азимова обращается к идее цивилизаций, скрывающих своё существование. «Игра Эндера» Орсона Скотта Карда повествует о межзвёздной войне, подоплёкой которой стал страх перед неизвестными инопланетянами.
В романе Лю Цысиня 2008 года «Тёмный лес» подробно исследуется сценарий опасности контакта с внеземными цивилизациями. Вселенная в произведении уподобляется «тёмному лесу», заполненному «вооруженными охотниками, крадущимися среди деревьев, как призраки».
В этом романе гипотеза «тёмного леса» представлена персонажем Е Вэньцзе, которая излагает её во время посещения могилы дочери. Она вводит три ключевые аксиомы новой области, описанной ею как «космическая социология»: «Предположим, что огромное количество цивилизаций распределено по всей Вселенной, порядок — по числу наблюдаемых звёзд. Очень много. Эти цивилизации составляют тело космического общества. Космическая социология — это изучение природы этого сверхобщества» . Предположим, что выживание — это основная потребность цивилизации. Предположим, что цивилизации непрерывно расширяют сферу своего влияния с течением времени, но общее количество материи во Вселенной остаётся постоянным. Единственный логический вывод из принятия этих аксиом, а также двух других соображений, «цепи подозрений» и «технологического взрыва», согласно персонажу, с которым разговаривал Йе, заключается в том, что любая цивилизация, которая раскроет себя, будет рассматриваться как неизбежная экзистенциальная угроза по крайней мере некоторыми другими цивилизациями, среди которых часть будет стремиться её уничтожить.
В третьей книге трилогии Лю Цысиня точка зрения охотников в «тёмном лесу» дополнительно проиллюстрирована инопланетным персонажем по имени Сингер, который считает, что разумная жизнь, которая не боится «тёмного леса», будет «расширяться и атаковать без страха».